# Hypnum caespitosum
Hypnum caespitosum là một loài Rêu trong họ Hypnaceae. Loài này được (Hedw.) Schrad. mô tả khoa học đầu tiên năm 1803.